# Andaraí (Bahia)
Andaraí ist eine brasilianische Gemeinde im Bundesstaat Bahia, Brasilien. Auf einer Fläche von 1.861,66 km²  leben dort schätzungsweise 13.143 (2019) Einwohner. Auf einem Quadratkilometer leben 7,5 Menschen.

## Namensherkunft
Der Name der Stadt ist der Sprache der eingeborenen Tupi-Guaraní entlehnt und geht auf die Worte andira, Fledermaus, und ’y, Fluss, zurück und wurde wohl von den in zahlreichen Höhlen im Umkreis lebenden Fledermäusen inspiriert.

## Stadtverwaltung
Andaraí gliedert sich in die drei Distrikte Andaraí, Xique-Xique do Iguatu und Ubiraitá.

## Söhne und Töchter der Stadt
- Herberto Sales (1917–1999), Schriftsteller